# گوردن دایلی
گوردن دایلی (انگلیسی: Gordon Dailley; ۲۴ ژوئیهٔ ۱۹۱۱ – ۳ مهٔ ۱۹۸۹) بازیکن هاکی روی یخ اهل بریتانیا زاده کشور کانادا بود.